# کتابخانه باقرالعلوم
کتابخانه باقرالعلوم کتابخانه‌ای عمومی واقع در خیابان انقلاب، انقلاب ۵۲، کوچه مزار شهدا نکا می‌باشد. 
این کتابخانه با زیربنای ۷۵۰ مترمربع و مساحت ۷۲۰ مترمربع در ۲ طبقه با درجه ۲ فعالیت می‌کند.

## بخش‌ها
مخزن کتاب، مرجع، نشریات، خدمات فنی